# Застава Краљевине Црне Горе
Застава Краљевине Црне Горе је застава бивше Краљевине Црне Горе (1910−1918) и њене претходнице, Књажевине Црне Горе (1852−1910). Током цјелокупног раздобља од 1852. до 1918. године, у Црној Гори су употребљаване разне заставе, почевши од народних и државних, преко дворских и владарских, до посебних војних, поморско-трговачких и других службених застава. Највећи значај имала је народна и државна застава, чију је основу чинила српска тробојка, са водоравно положеним пољима једнаке ширине. Редосљед боја на застави је био: црвена (горње поље), плава (средње поље) и бијела (доње поље). Народна застава је била без додатних обиљежја, док је државна застава била у основи иста као и народна, али са додатком државног грба у средини заставе. Службена поморско-трговачка застава Црне Горе, која је званично прописана 8. (20.) марта 1881. године, била је у основи иста као и народна застава (црвено-плаво-бијела тробојка), али са додатком златне круне и владарског монограма у средини заставе. Народне боје су биле озваничене и 39. чланом Устава Књажевине Црне Горе из 1905. године, који је гласио: "Народне су боје: црвена, плаветна и бијела".

## Питање "плаветне" боје
У цјелокупном периоду постојања Црне Горе као књажевине и краљевине (1852—1918), боје у народној тробојци никада нису биле довођене у питање, нити је у то вријеме ико у самој Црној Гори или изван ње тврдио да је црногорска тробојка по било чему различита од општенародне српске заставе. Управо супротно: бројни извори свједоче да је у разним приликама истицана истовјетност боја у заставама Црне Горе и Србије, односно истовјетност црногорске тробојке са општенародном српском заставом. Њемачки путописац Берхард Шварц је у књизи "Црна Гора" из 1883. године забиљежио: "остала одјећа приказује старосрпску тробојку на тај начин што је огртач-прслук црвене скерлетне боје, панталоне плаве, а чарапе бијеле". Чешки новинар Јосеф Холечек је у својој књизи "Црна Гора у миру" из 1884. године писао: "У предвечерје Петрова дне запалише на високом тјемену Ловћена низ ватри. Све куће бјеху украшене црвено-плаво-бијелим заставама". Њемачки научник Карл Шварцлозе је такође забиљежио: "народно одијело, које се састоји од плавих широких гаћа, црвеног џамадана, бијелих докољеница, и паса са три мања оружја ... Уосталом, боја одијела није случајна, већ у својој цјелини представља стару српску тробојку".
Уставно озваничење народних боја извршено је посебним 39. чланом Устава Књажевине Црне Горе из 1905. године, који је гласио: "Народне су боје: црвена, плаветна и бијела". С обзиром на свечани карактер уставног текста, у овој одредби је био употребљен појам "плаветне" боје, који је представљао поетски синоним за плаву боју, о чему свједочи и употреба тог појма у добро познатим поетским изразима као што су "плаветно небо" (свијетлија нијанса плаве) и "плаветно море" (тамнија нијанса плаве). У то вријеме, појам плаветне боје био је употребљаван широм српства управо као поетски и свечани израз за плаву боју у општенародној српској застави и државној застави Србије, што је посвједочено разним изворним примјерима, почевши од одлука Благовештенског сабора (1861), до бројних помена у тадашњој штампи и литератури.
Пошто је био синоним за плаву боју, помен "плаветне" боје у Уставу Црне Горе из 1905. године у то вријеме није био тумачен у смислу некаквог посебног значења, које би се односило на неку особиту црногорску нијансу плаве боје. То је посвједочено изгледом сачуваних старих застава Црне Горе из тог времена, које су садржале обичну плаву боју, потпуно истовјетну са плавом бојом у општенародној српској застави, што додатно потврђују и разни ликовни прикази из тог времена, који садрже упоредне представе застава Црне Горе и Србије, са потпуно истовјетним нијансама плаве боје. Истовјетност боја у тадашњим заставама Црне Горе и Србије била је добро позната савременицима. Тако је чувени херцегновски правник и књижевник, др Александар Љ. Митровић (1870—1921), као заступник Боке у Државном сабору Краљевине Далмације наглашавао 1909. године: "Ми Срби имамо двије неодвисне државе. И Србија и Црна Гора употребљавају српску заставу, као државну. Та иста застава није само застава Србије и Црне Горе. Она је народна застава свих Срба", нагласивши да се "та застава вије на двору књаза црногорског и краља србијанског".
Теза по којој је уставни помен "плаветне" боје из 1905. године означавао некакву посебну свијетлоплаву нијансу, наводно различиту од плаве боје из општенародне српске заставе, уобличена је тек 1993. године, у вријеме расправа о доношењу новог закона о државним симболима Црне Горе. Та теза је била подржана од стране разних антисрпских чинилаца, који су тада успјели да озваниче потпуно нову заставу, са свијетлоплавом бојом. Од тог времена, у јавности Црне Горе је почела да се шири заблуда о "изворности" таквог рјешења, уз неизоставно позивање на уставни помен плаветне боје из 1905. године, који је нетачно тумачен као ознака за свијетлоплаву нијансу. Таквој пропаганди је из политичких разлога накнадно подлегао и дио српских првака у Црној Гори, што је детаљније описано у посебном чланку о застави Црне Горе.
Српски вексилолози (стручњаци за заставе) и хералдичари (стручњаци за грбове) су у више наврата наглашавали да повратно преношење свијетлоплаве нијансе у 1905. годину представља покушај прекрајања историје. Као један од водећих домаћих стручњака у тој области, архитекта Драгомир Ацовић је поменута настојања назвао конфабулацијама, док је археолог Марко Поповић истим поводом нагласио да су боје на историјским заставама Краљевине Црне Горе и Краљевине Србије биле потпуно истоветне.
Плаветном бојом се првобитно називала и плава боја на застави кнежевине Србије, бар за време кнеза Милоша Обреновића. О томе сведочи писање тадашње штампе - Новине србске за 29. јануар 1839. године.

## Галерија
- Народна застава из времена књажевине и краљевине Црне Горе
- Варијанта народне и поморско-трговачке заставе, са круном и монограмом
- Владарска стандарта књаза и краља Николе I Петровића Његоша
- Застава на резиденцији црногорске краљевске владе у егзилу у Бордоу (1916)